# Рінгвуд (Іллінойс)
Рінгвуд (англ. Ringwood) — селище (англ. village) в США, в окрузі Макгенрі штату Іллінойс. Населення — 844 особи (2020).

## Географія
Рінгвуд розташований за координатами 42°23′51″ пн. ш. 88°18′12″ зх. д. / 42.39750° пн. ш. 88.30333° зх. д. (42.397523, -88.303209).  За даними Бюро перепису населення США в 2010 році селище мало площу 9,99 км², уся площа — суходіл.

## Демографія
Згідно з переписом 2010 року, у селищі мешкало 836 осіб у 285 домогосподарствах у складі 236 родин. Густота населення становила 84 особи/км².  Було 297 помешкань (30/км²).
Расовий склад населення:
| - 96,2 % — білих - 0,8 % — чорних або афроамериканців - 0,2 % — азіатів |

До двох чи більше рас належало 2,2 %. Частка іспаномовних становила 3,0 % від усіх жителів.
За віковим діапазоном населення розподілялося таким чином: 26,9 % — особи молодші 18 років, 62,9 % — особи у віці 18—64 років, 10,2 % — особи у віці 65 років та старші. Медіана віку мешканця становила 42,4 року. На 100 осіб жіночої статі у селищі припадало 100,5 чоловіків;  на 100 жінок у віці від 18 років та старших — 101,7 чоловіків також старших 18 років.
Середній дохід на одне домашнє господарство  становив 99 268 доларів США (медіана — 94 167), а середній дохід на одну сім'ю — 105 181 долар (медіана — 101 750). Медіана доходів становила 66 964 долари для чоловіків та 60 417 доларів для жінок. За межею бідності перебувало 7,6 % осіб, у тому числі 17,4 % дітей у віці до 18 років та 0,0 % осіб у віці 65 років та старших.
Цивільне працевлаштоване населення становило 398 осіб. Основні галузі зайнятості: освіта, охорона здоров'я та соціальна допомога — 24,4 %, виробництво — 15,8 %, будівництво — 14,3 %.